# رینا آکیاما
رینا آکیاما (انگلیسی: Rina Akiyama؛ زادهٔ ۲۶ سپتامبر ۱۹۸۵) بازیگر، مدل، خواننده و شخصیت تلویزیونی اهل ژاپن است.